# Genappe
Genappelà một đô thị ở tỉnh Walloon Brabant. On 1 tháng 1 năm 2006 Genappe có dân số 14.136 người. Tổng diện tích là 89.57 km² với mật độ dân số là 158 người trên mỗi km².
Genappe gồm các làng:
- Genappe
- Vieux-Genappe
- Bousval
- Baisy-Thy
- Ways
- Houtain-le-val
- Loupoigne
- Glabais

Genappe kết nghĩa với Narborough và Littlethorpe, một giáo khu ở Nam Leicestershire.